# Tlachichuca (kommun)
Tlachichuca är en kommun i Mexiko.   Den ligger i delstaten Puebla, i den sydöstra delen av landet, 180 km öster om huvudstaden Mexico City.
Följande samhällen finns i Tlachichuca:
- Tlachichuca
- San Francisco Independencia
- Santa Cecilia Tepetitlán
- Álamos Tepetitlán
- José María Morelos
- Lázaro Cárdenas
- San Miguel Zoapan
- Manuel Edgardo Ávalos
- Santa María el Aserradero
- Oyamecalco el Cajón
- Agua Escondida el Salitrero
- Santa María Oyamecalco
- Miguel Hidalgo y Costilla
- Colonia Agrícola Bella Vista